# گروه بهترین‌ها (ترانه اد شیرن)
«تیم آ» (به انگلیسی: The A team) تک‌آهنگی از هنرمند اهل بریتانیا اد شیرن است که در سال ۲۰۱۱ میلادی منتشر شد. این تک‌آهنگ در آلبوم «به علاوه» قرار داشت. این ترانه یک تصنیف موسیقی فولکلور است که به داستان یک تن‌فروشی می‌پردازد که معتاد به کراک کوکائین است. این ماده مخدر در بریتانیا به ماده مخدر کلاس A طبقه‌بندی می‌شود که در نام ترانه نیز خودش را نشان می‌دهد. اد شیرن این ترانه را بعد از بازدید از یک محل اسکان بی‌خانمان‌ها و شنیدن داستان زندگی آنها نوشت در متن آهنگ ((angel flys)) که نوشته شده دربارهٔ زنی به نام آنجل است که بسیاری از قسمت‌های آهنگ با زندگی او تطابق دارد.
این تک‌آهنگ در چارت‌های اسکاتلند، ایرلند، نروژ، استرالیا، نیوزلند، بریتانیا جزو ده ترانه اول قرار گرفت.

## چارت‌های هفتگی
| جداول (2011–13)                                     | رتبه |
| --------------------------------------------------- | ---- |
| استرالیا (ای‌آرآی‌ای)                                 | ۲    |
| اتریش (او۳ تاپ ۴۰ اتریش)                            | ۱۹   |
| بلژیک (اولتراتاپ ۵۰ فلاندرز)                        | ۱۸   |
| بلژیک (اولتراتیپ والونی)                            | ۲۶   |
| کانادا (۱۰۰ تک‌آهنگ داغ کانادا)                      | ۲۹   |
| ۲۶                                                  |      |
| ۴۰                                                  |      |
| ۳۸                                                  |      |
| جمهوری چک (رادیو – تاپ ۱۰۰)                         | ۳۱   |
| ۸۳                                                  |      |
| Euro Digital Songs (Billboard)                      | ۷    |
| فرانسه (اس‌ان‌ئی‌پی)                                   | ۴۳   |
| آلمان (جدول‌های رسمی آلمان)                          | ۹    |
| ایسلند (RÚV)                                        | ۲۱   |
| ایرلند (ایرما)                                      | ۳    |
| ۶                                                   |      |
| ۵                                                   |      |
| لوکزامبورگ (Billboard)                              | ۸    |
| Mexico Ingles Airplay (Billboard)                   | ۳۴   |
| ۵                                                   |      |
| ۲                                                   |      |
| نیوزیلند (ریکوردد میوزیک ان‌زد)                      | ۳    |
| نروژ (وی‌جی-لیستا)                                   | ۵    |
| اسکاتلند (اوسی‌سی)                                   | ۲    |
| اسلواکی (رادیو – ۱۰۰ آهنگ برتر)                     | ۸۴   |
| اسپانیا (پروموزیک)                                  | ۴۴   |
| سوئد (فهرست برترین‌های سوئد)                         | ۲۷   |
| سوئیس (شوایزر هیت‌پاراد)                             | ۲۳   |
| تک‌آهنگ‌های بریتانیا (اوسی‌سی)                         | ۳    |
| بیلبورد هات ۱۰۰ ایالات متحده                        | ۱۶   |
| ۱۱                                                  |      |
| ۴۰ تک‌آهنگ برتر بزرگسالان ایالات متحده (بیلبورد)     | ۶    |
| ترانه‌های داغ راک و آلترناتیو ایالات متحده (بیلبورد) | ۴    |
| ۴۰ آهنگ برتر جریان اصلی ایالات متحده (بیلبورد)      | ۹    |